# Fetch the Bolt Cutters
Fetch the Bolt Cutters è il quinto album in studio della cantautrice statunitense Fiona Apple, pubblicato il 17 aprile 2020 dalla Epic Records. 
Ai Grammy Awards 2021 il disco è risultato vincitore come miglior album di musica alternativa.

## Antefatti e produzione
Nel 2012, dopo la pubblicazione del suo quarto album The Idler Wheel..., Fiona Apple ha iniziato a concettualizzare un nuovo progetto e a febbraio 2015 è cominciato il processo di scrittura dei brani. Nel luglio successivo, presso lo studio Sonic Ranch, situato nelle zone rurali del Texas, hanno avuto luogo le prime sessioni di registrazione, durate tre settimane, che tuttavia sono spesso risultate improduttive. Si sono poi spostate nella casa stessa della cantante, scelta che ha commentato dicendo che «mi sentivo davvero come se fosse uno strumento in sé, è il microfono: la casa è il microfono, la casa è l'atmosfera, la casa è un membro della band». Sono state registrate lunghe tracce costituite da strumenti che venivano colpiti contro superfici e oggetti; la sua voce non era modificata e l'album ha così sviluppato un suono altamente percussivo. Le sessioni avvenute a casa di Apple sono state in gran parte realizzate con GarageBand.
A luglio 2019 è iniziato il mixaggio dell'album. A settembre il processo è rallentato e la cantante ha sviluppato dubbi sul progetto; in questo periodo ne ha parlato per la prima volta in un'intervista con Vulture, spiegando che stava ancora lavorando duramente al suo prossimo album che sarebbe dovuto uscire «un milione di anni» prima ma che sperava di pubblicare nel 2020. Nel gennaio 2020 ha riprodotto i mix ai membri della sua band, le cui reazioni positive hanno alleviato le sue preoccupazioni. Quel mese, in un'intervista, ha affermato che il processo dell'album era nelle fasi finali e il 9 marzo ha rivelato di averlo ufficialmente completato.

## Pubblicazione
Il 16 marzo 2020 Apple ha annunciato l'album e il suo titolo tramite un articolo della rivista The New Yorker. All'inizio di aprile è stato reso noto che sarebbe uscito in formato digitale il 17 del medesimo mese; la Epic Records aveva pianificato la sua uscita per l'ottobre successivo, a causa delle limitazioni promozionali dovute alla pandemia di COVID-19. Tuttavia Apple ha voluto renderlo disponibile in anticipo, sia a beneficio degli ascoltatori in quarantena, sia per evitare i suoi impegni con la stampa. I critici musicali hanno notato la tempestività della pubblicazione dell'album durante la pandemia, trovando rilevanza tematica nella sua esplorazione del confinamento e confrontando la solitudine di Apple con le restrizioni di isolamento.
Nessun singolo ha preceduto l'uscita del disco, ma Shameika è stato inviato alle radio adult alternative rock statunitensi il 27 aprile come primo e unico singolo estratto.

## Descrizione
Il titolo dell'album è ispirato a una frase pronunciata da Gillian Anderson nella serie televisiva The Fall - Caccia al serial killer. È stato paragonato ai lavori di Joni Mitchell, Tom Waits, Nina Simone e Kate Bush. Riguardo all'utilizzo della sua voce nelle canzoni, Fiona Apple ha affermato che «mi diverto con la mia voce, ma non cerco di renderla sempre carina. Non sto cercando di convincere nessuno che sono una cantante. È soltanto un altro strumento».
Nei testi, Apple ha descritto la tematica principale come «non aver paura di parlare», spiegando che «si tratta di evadere da qualsiasi prigione in cui ti sei permesso di vivere». Ha rivelato che scrivere l'album l'ha aiutata a liberarsi dalle idee che aveva di se stessa, «l'intero album, per me, si è trasformato nel mal di testa che avevo e che ora è passato, è come questo battito che ora tutti possiamo condividere». Un altro tema esplorato nel disco riguarda le complesse relazioni sociali della cantante con altre donne, di cui ha sofferto fin da giovane, toccando l'argomento  della competizione femminile imposta dalla società. Apple ha riassunto la sua idea dicendo di «non permettere agli uomini di metterci l'una contro l'altra o di tenerci separate le une dalle altre in modo che possano prendere il controllo».
La traccia d'apertura, I Want You to Love Me, è stata influenzata dal rapporto di Fiona Apple con lo scrittore Jonathan Ames, nonché da un periodo di meditazione vissuto tra il 2010 e il 2011, allo Spirit Rock Meditation Center in California. Shameika prende il nome da una ragazza che ha frequentato la sua stessa scuola media ed è basata su un'esperienza nella quale è stata allontanata da un gruppo di ragazze popolari, dopodiché «è arrivata Shameika, e ha detto, 'Perché stai cercando di sederti con quelle ragazze? Tu hai del potenziale'».
La title track è stata registrata quando il progetto aveva già il suo titolo, ed è stata una delle ultime ad essere realizzate. La modella e attrice britannica Cara Delevingne ha fornito voci di sottofondo ed è stata scelta in quanto il suo accento inglese ricordava alla cantante quello del personaggio di Anderson in The Fall - Caccia al serial killer. Il brano cita il singolo di Kate Bush Running Up That Hill e negli ultimi secondi sono stati inseriti abbai dei cani di Apple, Delevingne e Zelda Hallman, coinquilina della cantante. Seguono Under the Table, che descrive una cena nella quale ha reagito verbalmente ad un commento offensivo di un ospite, rovinando l'atmosfera della serata, e Relay, dove esprime i suoi risentimenti e rancori.
La traccia successiva, Rack of His, è stata scritta dall'interprete nell'arco di dieci anni, venendo ispirata da due diverse relazioni amorose, così come Newspaper, che ospita voci di supporto da parte della sorella, la cantante di cabaret Maude Maggart. Ladies tratta l'idea di «non lasciare che gli uomini mettano le donne l'una contro l'altra», focalizzandosi sui rapporti tra ex amanti dello stesso uomo. Heavy Balloon, che è stata paragonata all'album di debutto di Apple Tidal, affronta il tema della depressione e il suo testo ha trovato ispirazione dalla serie The Affair - Una relazione pericolosa e da un libro di giardinaggio per bambini. Il disco continua con la decima traccia Cosmonauts, originariamente registrata con Jon Brion per la colonna sonora del film Questi sono i 40.
In For Her, Fiona Apple narra la storia di un abuso sessuale e fa riferimento a Brett Kavanaugh,
giudice associato della Corte suprema statunitense nonostante le accuse di violenza sessuale che gli sono state rivolte. Drumset è stato scritto nel periodo successivo alla rottura della cantante con Ames, durante il quale ha avuto una discussione con la sua band, portandola a pensare che le cose non sarebbero tornate come prima. L'album si chiude con On I Go, brano che ha cantato per la prima volta mentre era in prigione a seguito di un arresto del 2012 per possesso di hashish e che è stato accostato alla sperimentazione nei testi dell'hip hop indipendente di fine anni '90.

## Accoglienza
| Recensione          | Giudizio |
| ------------------- | -------- |
| The A.V. Club       | A        |
| AllMusic            |          |
| The Daily Telegraph |          |
| The Guardian        |          |
| The Independent     |          |
| NME                 |          |
| The Observer        |          |
| Pitchfork           | 10/10    |
| Rolling Stone       |          |
| The Times           |          |

Fetch the Bolt Cutters ha ottenuto l'acclamo universale da parte dei critici musicali, molti dei quali lo hanno elevato a classico istantaneo, capolavoro e miglior lavoro di Fiona Apple. Su Metacritic, sito che assegna un punteggio normalizzato su 100 in base a critiche selezionate, l'album ha ottenuto un punteggio medio di 98 basato su diciotto critiche.
L'album è stato premiato da Pitchfork con il primo punteggio perfetto in quasi 10 anni: l'ultimo era stato assegnato nel 2010 a My Beautiful Dark Twisted Fantasy di Kanye West. Neil McCormick del The Daily Telegraph lo ha descritto come «un capolavoro dell'era #MeToo». Judy Berman del Time ha elogiato l'album per il suo «tono colloquiale, manifestato nella voce della Apple e nei testi che creano una rara intimità».
Kitty Empire del The Observer lo ha definito come «uno strano ed eccezionale disco, anche nel contesto di una carriera non comune». Patrick Ryan, scrivendo per USA Today, ha considerato il disco «un capolavoro denso e riccamente poetico di una delle migliori narratrici moderne della musica» con «dichiarazioni nitide e testi evocativi».

## Tracce
Testi e musiche di Fiona Apple, tranne dove indicato.
1. I Want You to Love Me – 3:57
2. Shameika – 4:08
3. Fetch the Bolt Cutters – 4:58
4. Under the Table – 3:21
5. Relay – 4:49
6. Rack of His – 3:42
7. Newspaper – 5:32
8. Ladies – 5:25 (musica: Sebastian Steinberg, Davíd Garza)
9. Heavy Balloon – 3:26
10. Cosmonauts – 3:59
11. For Her – 2:43
12. Drumset – 2:40
13. On I Go – 3:09

## Formazione
- Fiona Apple – voce, pianoforte (tracce 1, 2, 4, 9 e 10), batteria (tracce 1, 3, 5–7, 9, 11 e 13), percussioni (tracce 2, 3, 5–7, 9, 10 e 13), cori (tracce 2–5 e 7–13), mellotron (tracce 6 e 12), batteria elettronica (traccia 7), timpani (traccia 7), piano Wurlitzer (traccia 8), campane (traccia 9)
- Sebastian Steinberg – basso (eccetto traccia 11), batteria (traccia 1), percussioni (tracce 2, 5 e 9), autoharp (tracce 10 e 13), chitarra a dodici corde (traccia 10), slide guitar (traccia 10), cori (traccia 12), arpa (traccia 12)
- Amy Aileen Wood – batteria (eccetto traccia 11), percussioni (tracce 2, 4, 5, 9, 10 e 13)
- Davíd Garza – vibrafono (tracce 4 e 8), percussioni (tracce 5, 8, 9, 12 e 13), chitarra (tracce 6 e 7), cori (tracce 8 e 12), mellotron (traccia 8), chitarra elettrica (traccia 10), Wurlitzer (traccia 10), organo (traccia 12)

## Successo commerciale
Nella Billboard 200 ha debuttato alla 4ª posizione con 44 000 unità, di cui 30 000 sono vendite digitali, 13 000 sono stream-equivalent units, e meno di 1 000 sono track-equivalent units. È diventato il terzo album consecutivo di Fiona Apple a piazzarsi in top ten, conseguendo il suo secondo piazzamento più alto in classifica.
Nella Official Albums Chart britannica ha esordito al 33º posto grazie a 2 191 unità distribuite durante la sua prima settimana, regalando alla cantante il suo miglior posizionamento nel paese.

## Classifiche
| Classifica (2020) | Posizione massima |
| ----------------- | ----------------- |
| Australia         | 13                |
| Austria           | 30                |
| Belgio (Fiandre)  | 26                |
| Belgio (Vallonia) | 101               |
| Canada            | 10                |
| Germania          | 20                |
| Irlanda           | 23                |
| Italia            | 49                |
| Nuova Zelanda     | 14                |
| Paesi Bassi       | 20                |
| Portogallo        | 4                 |
| Regno Unito       | 33                |
| Stati Uniti       | 4                 |
| Svizzera          | 11                |